# Gerichtsbezirk Kalsching
Der Gerichtsbezirk Kalsching (tschechisch: soudní okres Chvalšiny) war ein dem Bezirksgericht Kalsching unterstehender Gerichtsbezirk im Kronland Böhmen. Er umfasste Gebiete im Süden Böhmens im Okres Český Krumlov. Zentrum des Gerichtsbezirks war die Stadt Kalsching (Chvalšiny). Das Gebiet gehörte seit 1918 zur neu gegründeten Tschechoslowakei und ist seit 1991 Teil der Tschechischen Republik.

## Geschichte
Die ursprüngliche Patrimonialgerichtsbarkeit wurde im Kaisertum Österreich nach den Revolutionsjahren 1848/49 aufgehoben. An ihre Stelle traten die Bezirks-, Landes- und Oberlandesgerichte, die nach den Grundzüge des Justizministers geplant und deren Schaffung am 6. Juli 1849 von Kaiser Franz Joseph I. genehmigt wurde. Der Gerichtsbezirk Kalsching gehörte zunächst zum Kreis Budweis und umfasste 1854 die 19 Katastralgemeinden ltspitzenberg, Andreasberg, Berlau, Christianberg, Dobrusch, Großzmirtsch, Hörwitzl, Johannesthal, Kalsching, Krenau, Kriebaum, Križowitz, Mistlholz, Perschetitz, Plattetschlag, Poletic, Richterhof, Schwiegrub und Tisch. Der Gerichtsbezirk Kalsching bildete im Zuge der Trennung der politischen von der judikativen Verwaltung ab 1868 gemeinsam mit den Gerichtsbezirken Krumau (Krumlov) und Oberplan (Planá) den Bezirk Krumau.
Im Gerichtsbezirk Kalsching lebten 1869 12.801 Menschen, 1900 waren es 12.352 Personen.
Der Gerichtsbezirk Kalsching wies 1910 eine Bevölkerung von 12.604 Personen auf, von denen 10.930 Deutsch und 1.672 Tschechisch als Umgangssprache angaben. Im Gerichtsbezirk lebten zudem 2 Anderssprachige oder Staatsfremde.
Durch die Grenzbestimmungen des am 10. September 1919 abgeschlossenen Vertrages von Saint-Germain kam der Gerichtsbezirk Kalsching vollständig zur neugegründeten Tschechoslowakei, wobei die Gerichtseinteilung bis 1938 im Wesentlichen bestehen blieb. Nach dem Münchner Abkommen wurde das Gebiet dem Reichsgau Oberdonau zugeschlagen.
Nach dem Zweiten Weltkrieg wurde das Gebiet Teil des Okres Český Krumlov, zu dem es bis heute gehört. Nachdem die Bezirksbehörden im Zuge einer Verwaltungsreform 2003 ihre Verwaltungskompetenzen verloren, werden diese von den Gemeinden bzw. dem Jihočeský kraj wahrgenommen, zu dem das Gebiet um Chvalšiny seit Beginn des 21. Jahrhunderts mit anderen Bezirken zusammengefasst wurde.

## Gerichtssprengel
Der Gerichtssprengel umfasste 1910 die 20 Gemeinden Altspitzenberg (Starý Špičák), Andreasberg (Ondřejov u Kaplice), Berlau (Brloh pod Kletí), Christianberg (Křišťanov), Dobrusch (Dobročkov), Großzmietsch (Velka Smědeč), Hörwitzl (Hořičky), Johannesthal (Janův Důl), Kalschig (Chvalšiny), Krenau (Křenove), Kriebaum (Vitěšovice), Křižowitz (Křížovice), Mistlholz (Borová), Neudorf (Nová Ves), Perschetitz (Německá Brotice), Plattetschlag (Mladoňov), Polletitz (Boletice), Richterhof (Střemily), Schwiegrub (Svíba) und Tisch (Ktiš).